# Mořský had (mytologie)

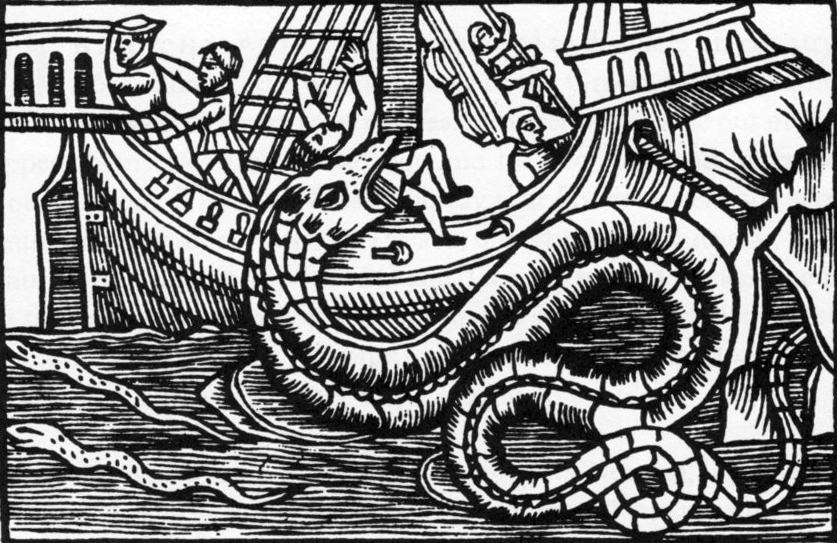
Mořský had z díla Olaa Magna Dějiny severského lidu (Řím, 1555)

Mořský had patří mezi mytické mořské příšery. Pozorování byla hlášena po celá staletí a podle nedávné práce[zdroj?] Bruce Champagneho existuje na mořské hady "přes 1 200 odkazů". Mořští hadi byli pozorováni jak z lodí, tak z pobřeží, často většími skupinami lidí, mezi kterými byli někdy také vědci. Přesto neexistuje "žádný prokazatelný důkaz jejich existence".

## Mořský had v severské mytologii

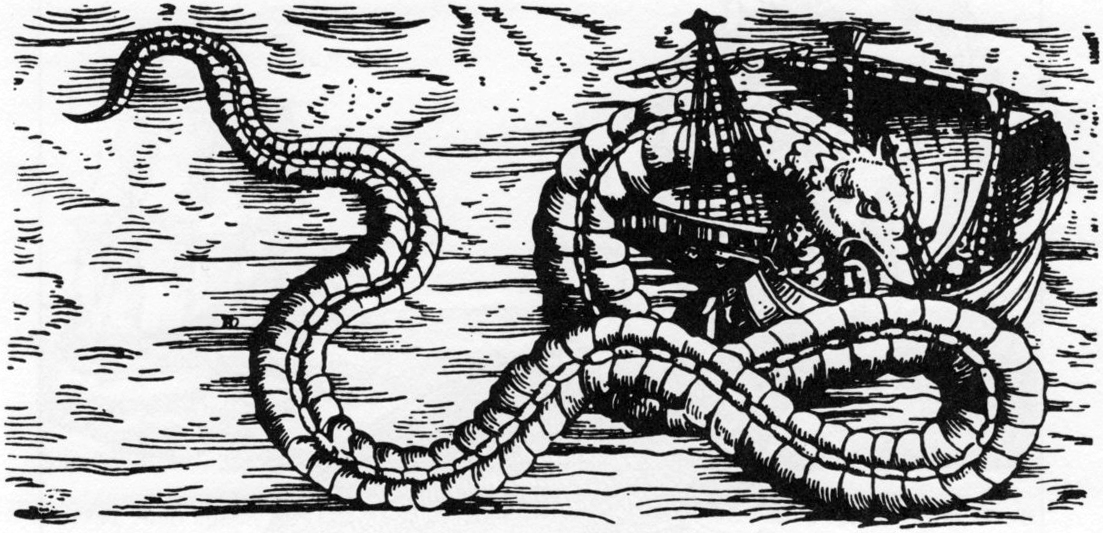
Jiné znázornění mořského hada od Olaa Magna

Jörmungandr (jinak zván též Midgardsormr) byl mořský had, který podle severské mytologie dokázal obtočit celý svět (Midgard). Podle některých vyprávění námořníci občas omylem považovali jeho hřbet za řadu ostrovů. Mořští hadi se také často objevují ve skandinávském folklóru, obzvláště v Norsku.
V díle Carta marina švédského duchovního a spisovatele Olaa Magna se objevuje řada mořských příšer včetně mořského hada:
| „                                                 | Ti, jež se plaví podél pobřeží Norska za obchodem či rybolovem, vyprávějí ohromující příběhy o hadech strašlivé velikosti, 30 metrů dlouhých. Za nocí tento had opouští své doupě a krmí se telaty, jehňaty a prasaty nebo se vydává na moře, kde požírá medúzy, kraby a jim podobné mořské tvory. Ze zad mu visí metr dlouhé chlupy, má ostré, černé šupiny a ohnivě zářící oči. Dokáže se vztyčit z vody jako sloup, útočí na plavidla a polyká lidi. | “ |
| — Olaus Magnus: Dějiny severského lidu (Řím 1555) | |   |

Přestože v něj řada lidí nevěří, několik podivných nálezů hovoří spíše pro existenci tohoto tvora.[zdroj?] Několikrát již byla nalezena v žaludcích vorvaňů mrtvá těla podivných zvířat, odpovídající popisu mořských hadů.[zdroj?] Nejpravděpodobnějším vysvětlením většiny údajných pozorování mořského hada však zřejmě je obří ryba hlístoun červenohřívý s velmi dlouhým, hadovitým tělem a zvláštně tvarovanou hlavou, dorůstající délky až 15 m. Je zajímavé, že mořský had se vyskytuje také v mytologii severoamerických indiánů, např. Kvakiutlů, kteří ho nazývají Sisutl a věří, že má dvě hlavy, na obou koncích těla po jedné.